# Alt Tellin
Alt Tellin és un municipi situat al districte de Pomerània Occidental-Greifswald, a l'estat federat de Mecklenburg-Pomerània Occidental (Alemanya). La seva població a finals de 2016 era de 400 habitants i la seva densitat poblacional, de 16 hab/km².
Es troba al costat de la frontera amb el districte de Plana Lacustre Mecklemburguesa.